# Tuen Mun (district)

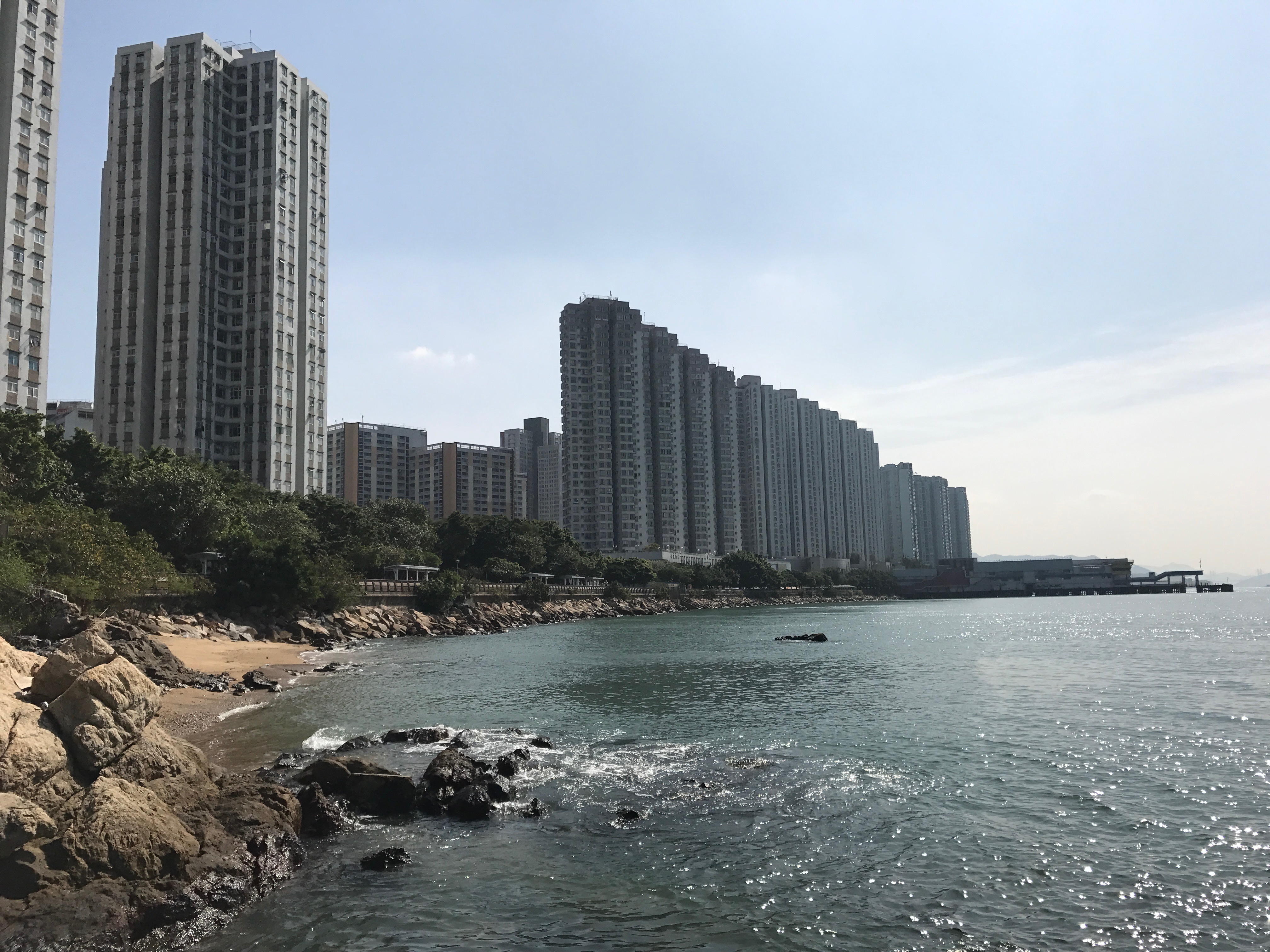
Tuen Mun

Carte du district

Le district de Tuen Mun (en chinois 屯門區) est un district de Hong Kong dans les Nouveaux Territoires.  Selon le livre d'histoire ancienne de la dynastie Tang(chinoise: < 舊唐書》）, Nouveau livre d'histoire de la dynastie Tang （ chinoise: < 新唐書》）， Tuen Mun était un important port de commerce et une forteresse de défense sous la dynastie Tang (A.D. 618 - A.D. 907).

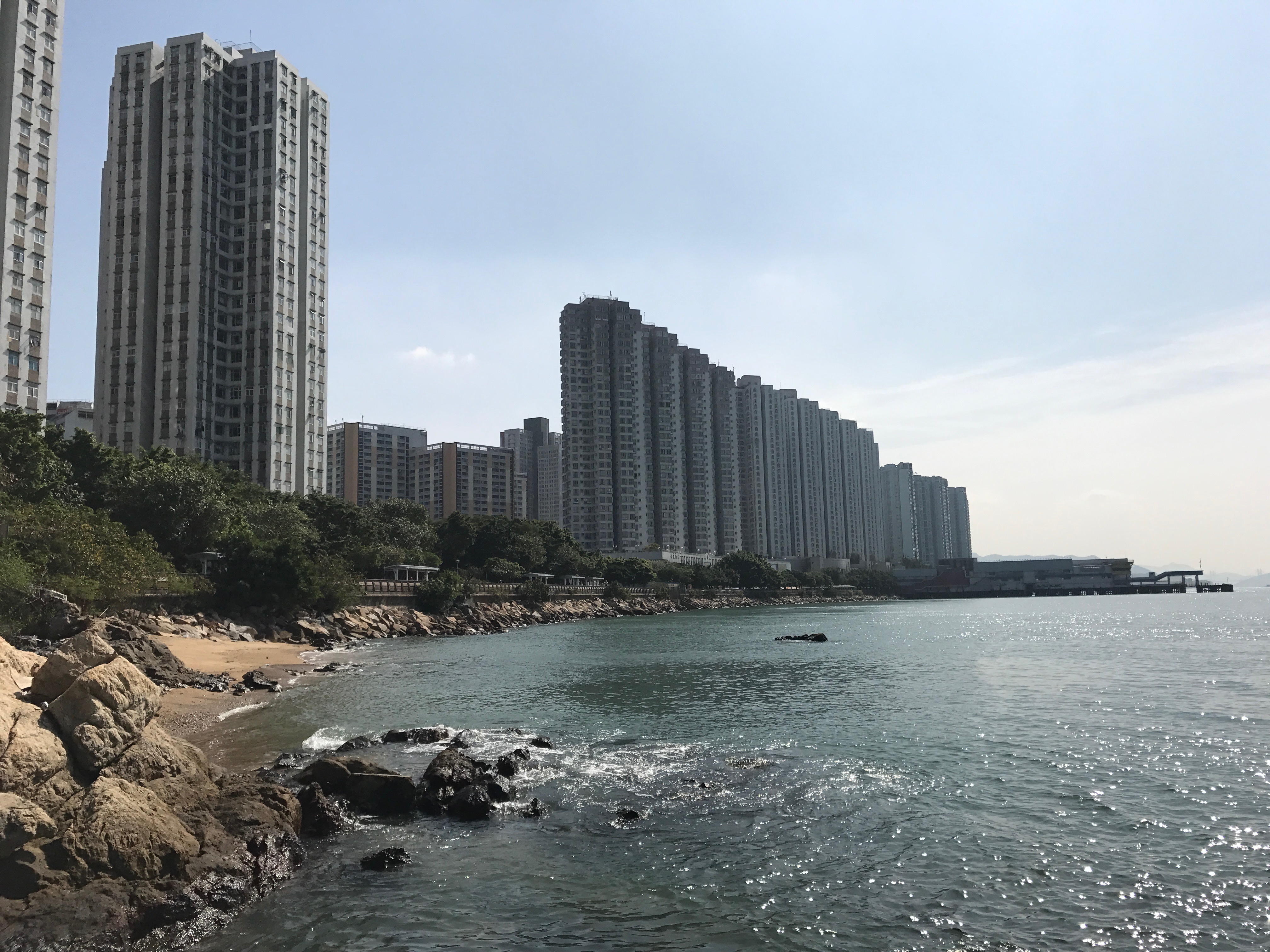
Butterfly Bay, Tuen Mun, NT, Hong Kong in 2017